# NGC 4582
NGC 4582 في الفهرس العام الجديد، هي مجرة، تقع في كوكبة العذراء. اكتشفت في 3 مايو 1859 .

## روابط خارجية
- NGC 4582 على موقع ويكي سكاي: DSS2, SDSS, GALEX, IRAS, Hydrogen α, X-Ray, Astrophoto, Sky Map, Articles and images